# Ушкомей
Ушкомей (каз. Үшкөмей, до 2006 г. — Приморец) — село в Каратальском районе Жетысуской области Казахстана. Входит в состав Уштобинской городской администрации. Код КАТО — 195020300.

## Население
В 1999 году население села составляло 232 человека (109 мужчин и 123 женщины). По данным переписи 2009 года, в селе проживали 293 человека (145 мужчин и 148 женщин).